# Cibinong Hilir
Cibinong Hilir is een bestuurslaag in het regentschap Cianjur van de provincie West-Java, Indonesië. Cibinong Hilir telt 7716 inwoners (volkstelling 2010).